# Pauperella rotunda
Pauperella rotunda är en kräftdjursart som beskrevs av Hugo Frederik Nierstrasz och Brender a Brandis1929. Pauperella rotunda ingår i släktet Pauperella och familjen Bopyridae. Inga underarter finns listade i Catalogue of Life.